# 紀元前793年
紀元前793年（きげんぜん793ねん）は、西暦による年。

## 他の紀年法
- 干支 : 戊申
- 中国
  - 周 - 宣王35年
  - 魯 - 孝公14年
  - 斉 - 荘公贖2年
  - 晋 - 穆侯19年
  - 秦 - 荘公29年
  - 楚 - 熊咢7年
  - 宋 - 戴公7年
  - 衛 - 武公20年
  - 陳 - 武公3年
  - 蔡 - 釐侯17年
  - 曹 - 恵伯3年
  - 鄭 - 桓公14年
  - 燕 - 釐侯34年
- 朝鮮
  - 檀紀1541年
- ユダヤ暦 : 2968年 - 2969年